# Кармыльк
Кармыльк — деревня в Корткеросском районе республики Коми в составе сельского поселения Маджа.

## География
Расположена на правом берегу Вычегды примерно в 4 км по прямой на запад-северо-запад от районного центра села Корткерос.

## История
Известна была с 1926 года как деревня  с 21 двором и 85 жителями, в 1939 125 жителей, в 1970 20, в 1989 – 11, в 1995 оставалось 2. Ныне имеет дачный характер.

## Население
Постоянное население не было учтено как в 2002 году, так и в 2010 .